# Donnie McLeod
Donnie McLeod (Biggar, 16 de junio de 1955) es un expiloto de motociclismo británico, que compitió en el Campeonato del Mundo de Motociclismo entre 1982 y 1988.

## Carrera
Sus inicios en el mundo del motociclismo en 1976. En 1978, se proclamó campeón escocés de 250 cc. Debutó en el Campeonato del Mundo de Motociclismo en 1982 en el Gran Premio de Gran Bretaña de 250 cc donde acabó en la posición 20. También consiguió la victoria en la Startrack British Championship de 250 cc en 1983 y la Gold Star British Championship de 250cc en 1984.
Su mejor temporada en el Mundial fue en 1986, donde logró quedar en el décimo lugar lugar de la categoría de 250cc con 27 puntos y consiguió el único podio de su carreraː el Gran Premio de Bélgica.
Su carrera continuó hasta 1988. Una vez retirado, McLeod se convirtió a la enseñanza de ingeniería informática y posteriormente, inició su propio negocio de consultoría en Biggar.

## Estadísticas de carrera

### Campeonato del Mundo de Motociclismo

#### Carreras por año
Sistema de puntos desde 1969 a 1987:
| Posición | 1.º | 2.º | 3.º | 4.º | 5.º | 6.º | 7.º | 8.º | 9.º | 10.º |
| Puntos   | 15  | 12  | 10  | 8   | 6   | 5   | 4   | 3   | 2   | 1    |

Sistema de puntos desde 1988 a 1992:
| Posición | 1.º | 2.º | 3.º | 4.º | 5.º | 6.º | 7.º | 8.º | 9.º | 10.º | 11.º | 12.º | 13.º | 14.º | 15.º |
| Puntos   | 20  | 17  | 15  | 13  | 11  | 10  | 9   | 8   | 7   | 6    | 5    | 4    | 3    | 2    | 1    |

(Carreras en negrita indica pole position, carreras en cursiva indica vuelta rápida)
| Año  | Categ. | Equipo    | Moto    | 1       | 2       | 3       | 4       | 5       | 6      | 7       | 8       | 9       | 10     | 11      | 12      | 13      | 14     | Ptos. | Pos. |
| ---- | ------ | --------- | ------- | ------- | ------- | ------- | ------- | ------- | ------ | ------- | ------- | ------- | ------ | ------- | ------- | ------- | ------ | ----- | ---- |
| 1982 | 250cc  | Yamaha    |         |         | FRA -   | ESP -   | NAT -   | NED -   | BEL -  | YUG -   | GBR 20  | SWE -   | FIN -  | CZE -   | RSM -   | GER -   |        | 0     | -    |
| 1982 | 350cc  | Yamaha    | ARG -   | AUT -   | FRA -   |         | NAT -   | NED -   |        |         | GBR 21  |         | FIN -  | CZE -   |         | GER -   |        | 0     | -    |
| 1983 | 250cc  | Yamaha    | RSA -   | FRA -   | NAT -   | GER 26  | ESP Ret | AUT 15  | YUG -  | NED 10  | BEL 24  | GBR 19  | SWE 12 |         |         |         |        | 1     | 31.º |
| 1984 | 250cc  | Yamaha    | RSA -   | NAT 5   | ESP Ret | AUT 17  | GER Ret | FRA 8   | YUG 15 | NED Ret | BEL Ret | GBR 15  | SWE 14 | RSM 9   |         |         |        | 11    | 18.º |
| 1985 | 250cc  | Armstrong | RSA 19  | ESP Ret | GER 6   | NAT Ret | AUT 19  | YUG Ret | NED 6  | BEL Ret | FRA DNS | GBR DNQ | SWE 7  | RSM Ret |         |         |        | 14    | 14.º |
| 1986 | 250cc  | Armstrong | ESP 7   | NAT Ret | GER 8   | AUT Ret | YUG 15  | NED 4   | BEL 2  | FRA Ret | GBR 15  | SWE Ret | RSM 12 |         |         |         |        | 27    | 10.º |
| 1987 | 250cc  | EMC Rotax | JPN Ret | ESP Ret | GER Ret | NAT 14  | AUT 19  | YUG 16  | NED 14 | FRA 9   | GBR 12  | SWE 9   | CZE 11 | RSM 15  | POR Ret | BRA -   |        | 4     | 22.º |
| 1987 | 500cc  | Suzuki    | JPN -   | ESP -   | GER 15  | NAT -   | AUT -   | YUG -   | NED -  | FRA -   | GBR -   | SWE -   | CZE -  | RSM -   | POR -   | BRA -   |        | 0     | -    |
| 1988 | 250cc  | EMC       | JPN 17  | USA 18  | ESP 8   | EXP 12  | NAT 11  | GER 4   | AUT 16 | NED 14  | BEL 12  | YUG Ret | FRA 12 | GBR 10  | SWE Ret | CZE Ret | BRA 15 | 9     | 23.º |
| 1988 | 500cc  | Honda     | JPN -   | USA -   | ESP -   | EXP -   | NAT -   | GER -   | AUT -  | NED -   | BEL 13  | YUG 13  | FRA 16 | GBR -   | SWE -   | CZE -   | BRA 13 | 9     | 23.º |